# Sniper (filme)
Sniper (bra: Sniper: O Atirador; prt: Beckett - O Atirador) é um filme peruano-estadunidense de ação, de 1993, dirigido por Luis Llosa. A história se passa nas selvas do Panamá, com as filmagens ocorrendo em Queensland, na Austrália. O filme estreou em segundo lugar nos Estados Unidos e teve uma bilheteria de 19 milhões de dólares. O Sargento Thomas Beckett é um sniper veterano com 74 abates confirmados, e o seu lema é "One shot. One kill" ("Um tiro. Uma morte.").
Sniper conta a história de dois atiradores de elite em missão e demonstra várias técnicas do tiro especial. É a primeira parte da série de filmes Sniper e foi seguida por nove sequências lançadas diretamente em vídeo, as quais, apesar de criticadas, dominaram a Netflix.

## Sinopse
O Sargento Thomas Beckett é um franco-atirador fuzileiro naval com anos de serviço nas selvas do Panamá. Durante uma missão para matar o general panamenho Miguel Alvarez, líder carismático de um movimento terrorista financiado pelo cartel de drogas colombiano e que prepara um golpe de Estado, o veterano atirador americano Beckett perde seu parceiro, Doug Papich. Encarregado de eliminar dois importantes líderes rebeldes, ele vê-se obrigado a trabalhar em conjunto com Richard Miller, um inexperiente atirador olímpico da SWAT; que lhe é superior em posto mas que não tem experiência na área, colocando os dois homens em desacordo. Jogados na selva, a dupla tem uma semana para encontrar e matar Alvarez.

## Elenco
- Tom Berenger: Master Gunnery Sergeant Thomas "Tom" Beckett
- Billy Zane: Agente NSC Richard Miller
- J. T. Walsh: Coronel Chester Van Damme
- Aden Young: Cabo Doug Papich
- Ken Radley: "El Cirujano", ex-agente da CIA cujo apelido em espanhol significa cirurgião
- Reynaldo Arenas: Cacique, o chefe índio panamenho
- Don Battee: Soldado na base americana no Panamá
- Loury Cortez: Padre Ruiz, passa informações para Beckett
- Gary Swanson: Oficial NSC em Washington
- Hank Garrett: Almirante em Washington
- Rex Linn: Coronel Weymuth (não-creditado)
- Frederick Miragliotta: General Miguel Alvarez
- Vanessa Steele: Srta. Alvarez
- Carlos Álvarez: Raul Ochoa
- Roy Edmunds: Capitão Cabrera, o capitão rebelde morto na cena de abertura
- Edward Wiley: Desilva, o sniper mercenário treinado por Beckett

## Lançamento
O lançamento foi adiado de 1992 para o ano seguinte, estreando em segundo lugar nas bilheterias em 29 de janeiro de 1993, em 1551 cinemas e arrecadando 18 994 653 dólares nos Estados Unidos. Na França, o filme totalizou 205 650 ingressos.
Billy Zane foi escalado depois que seu papel principal em Dead Calm, onde contracenou com Sam Neill e Nicole Kidman, e que aumentou seu perfil em Hollywood. O diretor Luis Llosa, peruano que cresceu assistindo filmes americanos, chamou os filmes modernos de "desenhos animados e anti-sépticos" em sua representação da violência; ele disse que queria trazer de volta uma sensação de impacto ao matar.
A Columbia TriStar Home Video lançou Sniper em VHS em agosto de 1993, em LaserDisc em setembro de 1993, e em DVD em outubro de 1998.

## Recepção
Sniper teve recepção mista, sendo criticado pela crítica especializada por questões políticas e elogiado pela audiência pela ação e suspense; com ambos elogiando a ambientação na selva. No site Rotten Tomatoes, o Tomatometer deu 35% com base em 13 resenhas, enquanto a avaliação dos espectadores é mais positiva e deu ao filme 55% de aprovação. O Metacritic tem uma avaliação "Mista ou Média", com a nota 45 baseada em 19 críticas distribuídas em 32% positivas, 42% mistas e 26% negativas. Roger Ebert, do Chicago Sun-Times, avaliou-o com 3/4 estrelas e escreveu:

"Sniper expressa uma competência interessante que é um prazer assistir. Não é um filme particularmente original, mas o que faz, faz bem."
O laconismo dos personagens gerou críticas mistas, com a introspecção e o diálogo recebendo interpretações díspares. A Variety o chamou de "um thriller psicológico habilmente dirigido, mas insatisfatório", que é "prejudicado por personagens subdesenvolvidos e diálogos pedestres", afetando a "direção de ação de primeira linha". A questão do "male bonding" também recebeu diferentes reações. Michael Wilmington, do Los Angeles Times, chamou-o de um filme superficial que não explora os temas sugeridos pelo roteiro e, em vez disso, se transforma em um videogame machista e sem derramamento de sangue. O sua crítica revolve em desqualificar o filme como um produto da revista Soldier of Fortune, "uma saga superficial de ritos de masculinidade de 90 minutos". A atuação de Tom Berenger foi elogiada como o sniper com 74 abates confirmados e o lema "One shit. One kill" ("Um tiro. Uma morte."). Sniper foi elogiado como um thriller de ação de guerra tenso, embora previsível, direção competente e bem atuado, com os protagonistas trabalhando em conjunto de forma eficiente.
Avaliações mais contemporâneas elogiam a história voltada em uma equipe sniper solitária de dois homens nas profundezas das selvas do Panamá, e especialmente sobre a precisão técnica dos atiradores especiais. Um sniper americano elogiou o filme, tendo este sido uma das razões pela qual ele se tornou um atirador de elite. Segundo ele, o filme demonstra bem o binômio atirador e observador, a camuflagem, o traje ghillie e técnicas de tiro de caçador. Uma sugestão é que colocassem um objeto macio embaixo do fuzil para absorver o recuo e preservar a harmonia do movimento do fuzil. O atirador entrevistado pretendia avaliar o filme com 8/10 mas baixou para 7 em razão das lunetas serem irrealistas.

## Sequências
Sniper gerou uma franquia de filmes com nove sequências até o momento. O filho de Tom Beckett é agora um dos protagonistas, interpretado por Chad Michael Collins e que também é um sargento sniper do USMC. Estes filmes B são mais voltados para a ação, o mais recente Sniper: G.R.I.T. - Global Response & Intelligence Team, de 2023, com o original de 1993 permanecendo o mais realista e melhor avaliado.